# تجربة توسكيجي للزهري

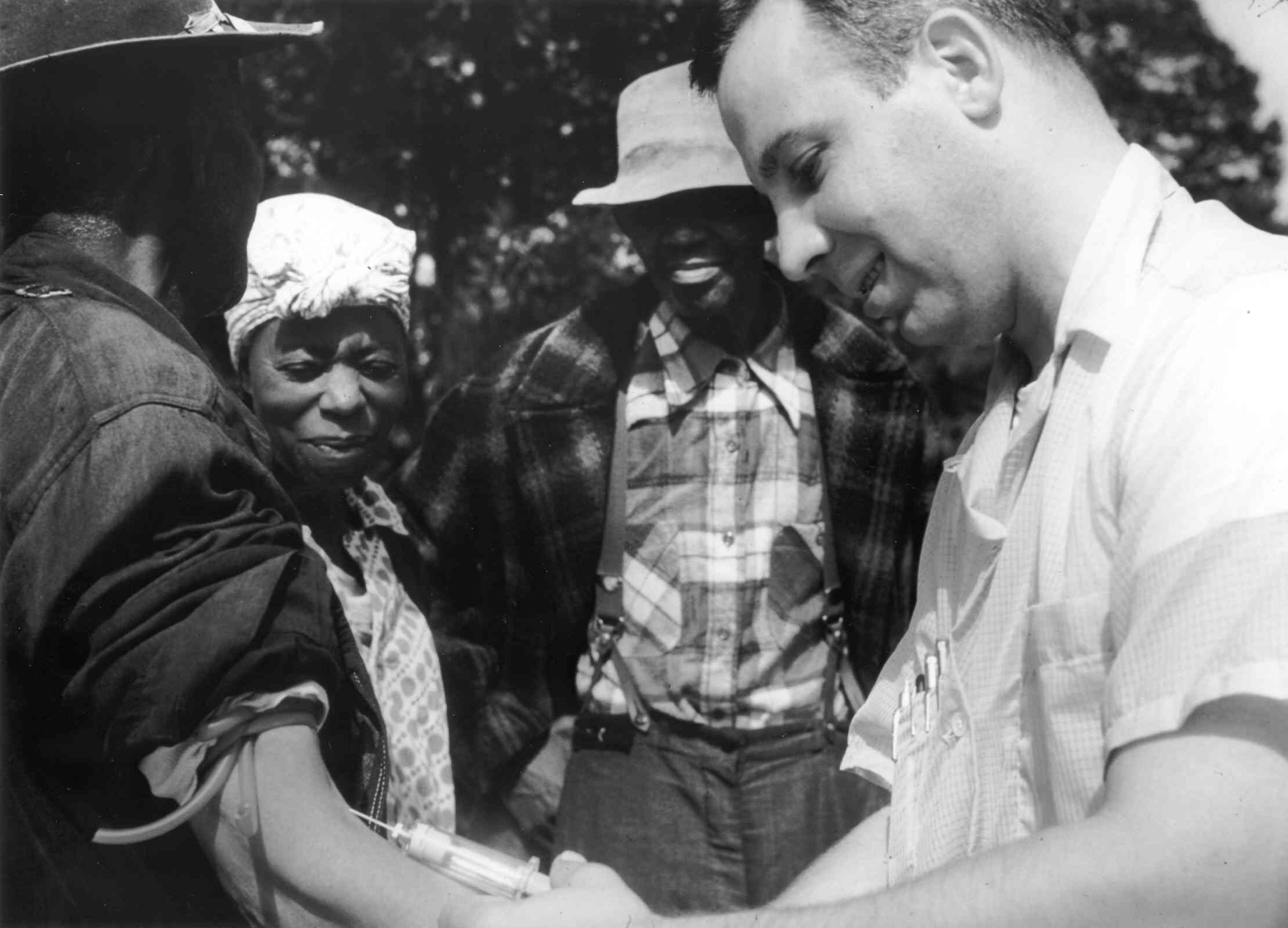
طبيب يأخذ عينة دم من أحد المشاركين في تجربة توسكيجي

تجربة توسكيجي للزهري هي تجربة سريرية شائنة السمعة أقيمت بين عامي 1932 و 1972 عبر خدمة الصحة العامة الأميريكية لدراسة التطور الطبيعي لحالات الزُّهري غير المعالج في الرجال السود في ريف ولاية ألاباما. وقد أُخبروا أنهم كانوا يتلقون رعاية صحيّة مجانية من الحكومة الأميريكية.
بدأت خدمة الصحة العامة العمل على هذه الدراسة عام 1932 خلال الكساد الكبير بالتعاون مع جامعة توسكيجي، وهي جامعة مخصصة للسود في ولاية ألاباما. ضم الباحثون مامجموعه 600 مزارع فقير من مقاطعة ماكون في ولاية ألاباما. ومن هؤلاء الذين شاركوا كان 399 قد أصيبوا بالزُّهري قبل بداية الدراسة و201 آخرين لم يُصابوا بالمرض من قبل. وقد أعطوا رعاية طبية مجانية، وجبات طعام وتأمين للدفن مجّانًا مقابل المشاركة في الدراسة. لم يتم إخبار المصابين بالزُّهري عن إصابتهم، ولم يُعالجوا بالبنسلين بعد أن أثُبتت فعالية هذا المضاد الحيوي كعلاج للمرض. بحسب مركز مكافحة الأمراض واتقائها، أُخبر المشاركون بأنهم كانوا يعالجون ضد “الدم الفاسد”، الدم الفاسد هو مصطلح محلي لأمراض عدّة تشمل الزُّهري، فقر الدم، أو الإجهاد.  
أثارت الدراسة ذات الأربعين سنة الكثير من الجدل لأسباب متعلقة بالمعايير الأخلاقية. وذلك بأن الباحثين امتنعوا عن علاج المصابين بعد التثبت من فعالية البنسلين ضد المرض المراد دراسته خلال الأربعينيات. وبعد فشل الدراسة عام 1972، قاد تبليغ المخبرين عن فساد هذه الدراسة إلى تغييرات عظمى في القانون الأمريكي والتنظيمات المتعلقة بحماية المشاركين في الدراسات السريرية. تتطلب الدراسات السريرية الآن موافقة مستنيرة ، وإبلاغ دقيق بالتشخيص ونتائج الفحوصات المخبرية. 
بحلول عام 1947، أصبح المضاد الحيوي بنسلين العلاج المعياري للزّهري. كانت الخيارات المتاحة آنذاك للأطبّاء المشاركين في الدراسة إما معالجة كل المشاركين المصابين بالزّهري ومن ثم إيقاف الدراسة، أو فصل مجموعة مقارنة للتجربة بالعلاج بالبينيسلين. عوضاً عن ذلك، تابع علماء توسكيجي الدراسة بدون معالجة أي مشارك; حاجبين المعلومات حول البينيسلين والعلاج به عن جميع المرضى. إضافةً إلى ذلك، منع العلماء المشاركين من الوصول لبرامج علاج الزّهري المتاحة لأهالي تلك المنطقة. استمرت الدراسة، تحت نظر العديد من مشرفي خدمة الصحة العامة الأميريكية، حتى عام 1972 حين تسربت المعلومات حول الدراسة للصحافة وأدت بذلك لإنهاء الدراسة في السادس عشر من نوفمبر من نفس العام. شمل الضحايا من تلك الدراسة عددًا ضخماً من الرجال ممن ماتوا بالزهري، 40 زوجة ممن انتقل لهن المرض، و19 طفلاً ولدوا بالزهري الخلقي.
يستشهد بتجربة توسكيجي للزهري بأنها على الأرجح الدراسة البحثية الطبية الأسوأ سمعةً بتاريخ الولايات المتحدة، كما نتجت إلى إنشاءتقرير بيلمونت ‏ عام 1979وإنشاء مكتب حماية البحوث على البشر (OHRP). كما أدت إلى سن قوانين ولوائح فدرالية تتطلبمجلس استعراض ومراجعة يهدف إلى حماية البشر الخاضعين للتجارب بالبحوث الطبية. يدير مكتب حماية البحوث على البشر OHPR هذه المسؤولية تبعًا لوزارة الصحة والخدمات الإنسانية الأمريكية HHS  . 

## تاريخ

### الأطباء المشاركون

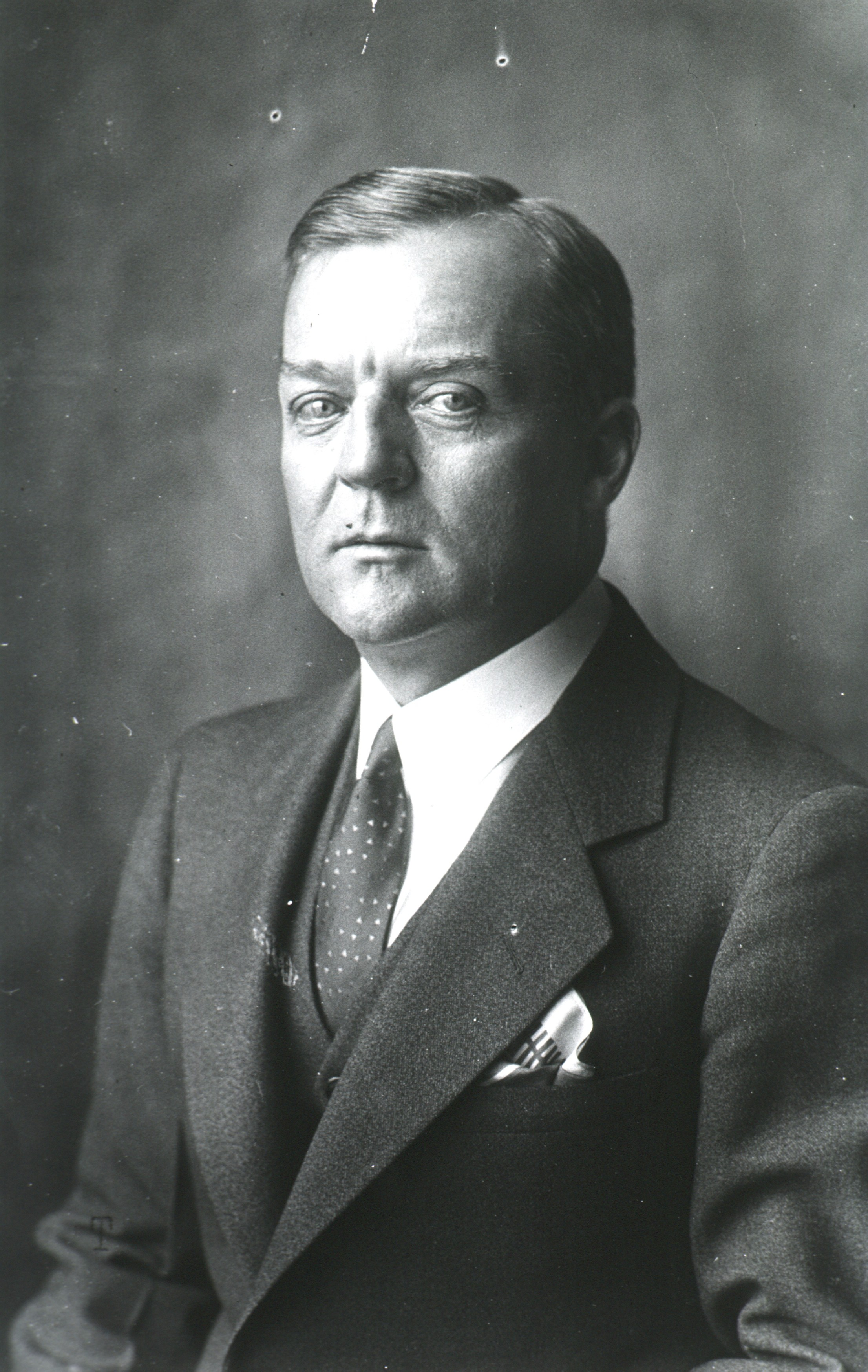
أوليفر وينغر

في عام 1932، شكل قسم الأمراض المعدية التابع لخدمة الصحة العامة الأميريكية في مقرها الوطني مجموعة الدراسة والتي يرجع الفضل في نشوءها لتاليافيرو كلارك. كان هدف كلارك الأولي متابعة حالات غير معالجة للزّهري في مجموعة من الرجال السود لمدة 6 إلى 9 أشهر، ومن ثم متابعهم كذلك في مرحلة العلاج. وحين أدرك نية أعضاء الدراسة الآخرين في استخدام ممارسات خادعة، عارض كلارك الخطة لإقامة دراسة ممتدة طويلة، وتقاعد في العام الذي تلى بدء الدراسة.  
دعى كلارك، ممثلاً عن خدمة الصحة العامة، معهد توسكيجي ‏ (جامعة مشهورة مخصصة للسود في ولاية ألاباما، تعرف الآن بجامعة توسكيجي) ودعى كذلك مكتب خدمة الصحة العامة الإقليمي في ولاية أركنساس. يوجين هيريوت ديبل، وهو طبيب أمريكي من أصول أفريقية، كان رئيساً لمشفى جون أندريو في معهد توسكيجي (خلال الأعوام 1936-1946، خدم يوجين كمديرلمركز توسكيجي الطبي للمحاربين القدامى ‏، الذي أُنشئ عام 1923 في المدينة بواسطة الحكومة الفدرالية على أرضٍ  تبرع بها المعهد). 
كان أوليڤر وينغر المدير الأبيض لعيادة الأمراض التناسلية الإقليمي في مدينة هت سبرينغز في ولاية أركنساس. بادر وينغر مع طاقمه لصياغة إجراءات الدراسة. لعب وينغر وطاقمه دورًا حاسماً في صياغة بروتوكولات الدراسة الأولى. استمر وينغر في تقديم النص والمساعدة لهذه الدراسة حين تم تبنّيها كدراسة على المدى الطويل، وأصبحت دراسةً لا علاجية بعد أن توقف التمويل المالي للعلاج. 
عُيّن رايموند فونديرلر كمدير مباشر لبرنامج البحث في الموقع، وصاغ السياسات التي شكلت جزئية المتابعة طويلة الأمد في المشروع. كانت طريقته في الحصول على موافقة المشاركين لفحص حبلهم الشوكي (بحثاً عن علامات للزُهري العصبي) عبر إخبارهم بأن هذا الفحص هو “علاج مجاني خاص”. لم يتم إخبار المشاركين بالتشخيص الخاص بحالتهم. تقاعد فونديرلر من منصبه كمدير لقسم الأمراض التناسلية عام 1943، وذلك بعد فترةٍ وجيزة من إثبات المضاد الحيوي بنسلين على أنه علاج للزهري. 
ساعد عدة أطبّاء وعاملون صحيون سود تابعونلمعهد توسكيجي ‏ خدمة الصحة العامة للاستمرار في التجارب ولعبوا دوراً حاسمًا في تقدم الدراسة. ولم يكن مدى معرفتهم بالصورة الكاملة للتجربة واضحاً في جميع الحالات. أعطى كلٌ من د.روبرت روسّا موتون ‏، رئيس معهد توسكيجي، ود. يوجين ديبل موافقتهما وزودا التجربة الحكومية بالمصادر من المؤسسة. عينت الممرضة المسجلة يونايس ريفرز، التي تلقت تدريبها في توسكيجي وعملت في مشفى جون أندريو التابع للمؤسسة، في بداية الدراسة لتكون وسيلة الاتصال الرئيسية بالمشاركين في الدراسة.  
دعى فونديرلر لمشاركة الممرضة ريفر لتكون وسيلة الصلة المباشرة بمجتمع السود الإقليمي. خلال الكساد الكبير في الثلاثينيات، عينت دراسة توسكيجي المشاركين من الفقراء السود من الطبقة الدنيا، والذين كانوا عادةً لا يستطيعون توفير رعايتهم الصحية. عبر عرض فرصة الانضام لـ “منزل السيدة ريفر”، وإخبارهم بأنهم سيحصلون على فحص جسدي مجاني في جامعة توسكيجي ‏، كذلك التوصيل المجاني من وإلى العيادة، الوجبات الساخنة في أيام الفحص، وكذلك العلاج المجاني للأمراض البسيطة. 
آمنت الممرضة ريفرز، استنادًا على المصادر الطبية المتاحة، بأن فوائد الدراسة للرجال المشاركين تفوق المخاطر. وحين أصبحت الدراسة طويلة مدى، أصبحت ريفرز الشخص المشهود له بالاستمرارية. على عكس الأطباء والباحثين الآخرين الموجودين في الموقع، بعضهم عينوا سياسيًّا لمناصب قصيرة وآخرون ممن غيروا مهنهم; بقيت ريفرز في جامعة توسكيجي. كانت الوحيدة من الطاقم ممن عمل في الدراسة طوال أعوامها الأربعين. بحلول الخمسينات، أضحت ريفرز الجزء المحوري للدراسة، معرفتها الشخصية بالمشاركين بالتجربة مكنت التجربة من البقاء على المدى الطويل.  
وجد المؤرخون مايدل على أن معظم أعضاء الطاقم السود ممن ساعدوا في تجارب توسكيجي كانوا مؤمنين أنهم جزء من تجربة طبية في مصلحة عموم الفقراء المقيمين في توسكيجي. 
مرر الكونغرس عام 1943قانون هاندرسون، وهو قانون عام يطلب اختبار ومعالجة الأمراض التناسلية. وبحلول أواخر الأربعينيات، كان الروتين عند الأطباء، المستشفيات، ومراكز الصحة العامة أن يُعالج من شُخص بالزهري بالبينيسلن، لكن تجربة توسكيجي استمرت في عدم معالجة الرجال المشاركين معهم في الدراسة.  
في الفترة التي تلت الحرب العالمية الثانية، بعد كشف الستار عن الهولوكوست والتجارب النازية على البشر، طرأت تغيرات في القانون العالمي. صاغ الحلفاء الغربيونقانون نوريمبيرغ لحماية حقوق المشاركين في الأبحاث العلمية. وفي 1964، صاغت منظمة الصحة العالمية إعلان هيلنسكي، والذي ينص على أن البحث العلمي الذي يضم مشاركين بشر يحتاج إلى “موافقة مستنيرة” من المشاركين. ولكن لم يظهر أحد ليعيد تقييم بروتوكولات دراسة توسكيجي طبقًا للمعايير والقوانين الجديدة وفي ضوء الأدوية المتاحة والتي بدونها سيكون المرض -غير المعالج- مميتًا.  

وفي يوم 25 يونيو في عام 1972، ذُكرت دراسة توسكيجي في الصحافة; وفي اليوم التالي، نشرت نيويورك تايمز عن الدراسة في غلافها الأمامي، وأصبحت هذه القصة قضية رأي عام. كان بيتر بوكستون، المذيع السابق في خدمة الصحة العامة للأمراض التناسلية، قد سرب بعض المعلومات حول فشله في الحصول على استجابة لاحتجاجاته على الدراسة وأعطى بوكستون المعلومات لـ واشنطون ستار وللنيويورك تايمز. جون هيلر، من خدمة الصحة العامة، ظل يدافع عن الموقف الأخلاقي للدراسة، قائلاً: “ كلما استمرت الدراسة أكثر، كلما حصلنا على نتائج نهائية أفضل”. رد جيمس جونس معقبًا لما قاله هيللر: “حالة الرجال لا تبرر الجدال الأخلاقي، لقد كانوا موادّ دراسة، لا مرضى; حالات سريرية فقط، لا أناس متعبين”  

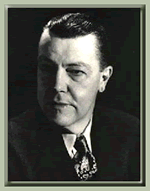
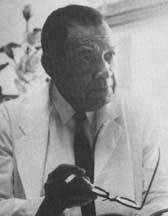
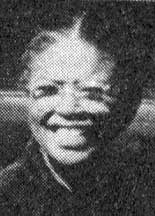

### تفاصيل التجربة

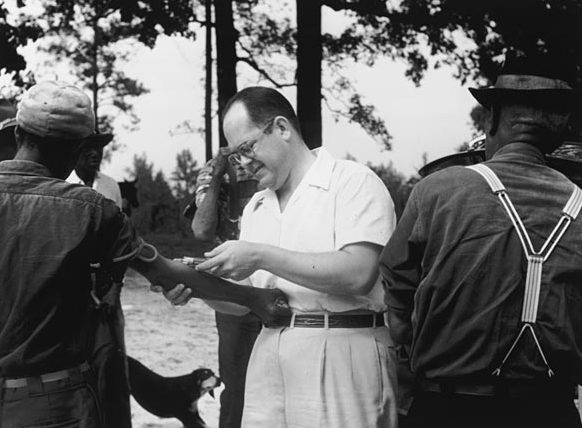
أخذ عينة دم من أحد المشاركين ، 1953

ذكرت دراسة نرويجية عام 1928 المظاهر المرضيّة للزهري غير المعالج في مئات من الرجال البيض، بنوع من الدراسة يسمى الدراسة الاستعادية، وهذا بأن الباحثين قاموا باستعادة معلومات من مرضى أصيبوا بالمرض من قبل وبقوا بدون علاج لفترة من الوقت.  

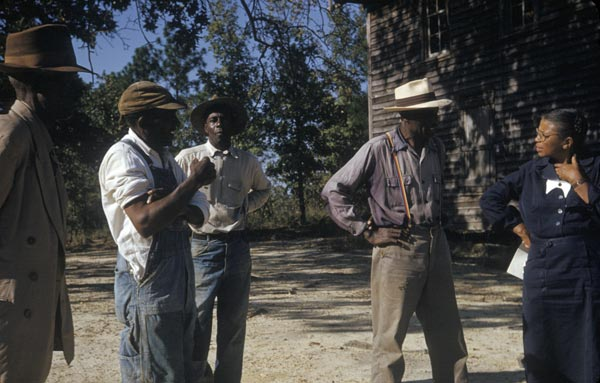
مشاركون يتحدثون للمشرفة، الممرضة يونايس ريفرز

فقررت مجموعة توسكيجي البحثية البناء على هذه النتائج بالقيام بدراسة استطلاعية مكملة لها. في المراحل الأولية لهذه الدراسة، لم تكن هذه الدراسة غير أخلاقية في أصلها، لأنه لم يكن بوسع الباحثين علاج المرض. وجب على الباحثين دراسة التطور الطبيعي للمرض طالما أن لا يلقوا بالضرر على المرضى. كما احتجّ الباحثون بأن المعرفة المكتسبة بهذه الدراسة قد تفيد البشرية، ولكن ثبت بعد ذلك بأن الأطباء ألقوا بالضرر لمرضاهم بحرمانهم من العلاج المناسب بمجرد اكتشافه. كما عرفت هذه الدراسة بأنها أطول تجربة غير علاجية أقيمت على البشر.  
بدأت الدراسة على أنها دراسة وبائية وصفية مدتها 6 أشهر تهدف إلى تحديد الأمراض المرتبطة بالزهري في سكان مقاطعة ماكون. في ذلك الوقت، كان يعتقد أن آثار مرض الزهري تعتمد على عرق المصاب. للأمريكيين السود، اعتقد الأطباء إن الضرر اللاحق بالجهاز القلبي والأوعية الدموية أكبر من الضرر اللاحق بالجهاز العصبي المركزي. بالبداية، تم دراسة المرضى لمدة 6 إلى 8 أشهر ومن ثم علاجهم بالطرق المعاصرة، مثل الأرسفينامين، المراهم الزئبقية، ومعدن البزموت. كانت فعالية هذه الطرق محدودة، ومع أنها شديدة السمية، إلا أنه لم يكن من المعروف أي طرق بديلة. شاركت جامعة توسكيجي في الدراسة بعد فهم ممثليها أن الهدف منها إفادة الصحة العامة لفقراء السكان المحليين، كما سمحت للباحثين الاستفادة من مرافقها الطبية، وأشركت الكثير من المؤسسات ذات الموظفين والأطباء المحليين السود. 
قدم صندوق روزنوالد للعمل الخيري ‏ المتخصص في التعليم والتنمية المجتمعية للسود الدعم المالي لدفع تكاليف علاج المصابين بالمرض. كما تعاون صندوق روزنوالد مسبقًا مع خدمات الصحة العامة لدراسة مدى انتشار الزهري في 2000 عامل أسود في شركة في ولاية ميسيسيبي عام 1928، وساعد على توفير العلاج ل25٪ من العمال الذين ثبتت إصابتهم بهذا المرض. في بداية التجربة كان هناك 399 رجل أسود مصاب بالزهري و 201 أصحاء.
ولكن نتيجة انهيار سوق البورصة عام 1929 وبداية الكساد العظيم سحب صندوق روزنوالد عرضه للتمويل. مما أدى إلى إصدار المسؤولين عن الدراسة تقريرهم النهائي ظنًا منهم أن هذا قد يعني نهاية الدراسة بعد سحب لأن التمويل لشراء الأدوية لمرحلة العلاج قد توقف. 

جدول من خدمة الصحة العامة الأميريكية يلخص المشاركين في الدراسة

كانتالاعتبارات الأخلاقية محدودة منذ أن بدأت الدراسة، وسرعان ما تدهورت للأسوأ. فعلى سبيل المثال، لكي يضمن الأطباء حضور المرضى لإجراءاتالبزل القطني غير العلاجي المؤلم والخطر، أرسل الأطباء لل400 مريض المشتركين في الدراسة رسائل عنوانها «فرصة أخيرة لعلاج مجاني خاص». تتطلب الدراسة أيضًا التشريح بعد الوفاة للاستفادة من اجراءات الدفن الذين وعدوا بها. وحتى بعد اكتشاف البنسلين كعلاج فعال، واصل الباحثون حرمان المشاركين في الدراسة من العلاج. كما تم التضليل والكذب على بعض المشاركين لكي يتسنى للباحثين متابعة هذا المرض حتى إماتته لمصابيه.

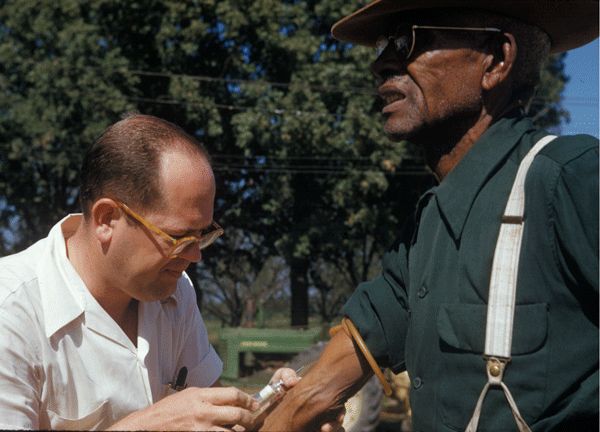
إعطاء أحد المشاركين علاجا وهميا

نشرت دراسة توسكيجي للزهري أولى نتائجها عام 1934 وصدر أول تقرير رسمي لها عام 1936 وكان هذا قبل اكتشاف البنسلين. ولكن استمرت الدراسة بإعلان تقاريرها ونتائجها طوال أعوامها الأربعين.  
خلال الحرب العالمية الثانية، 250 من المشاركين سجلوا للخدمة العسكرية، بالتالي تم تشخيصهم بالزهري في المراكز الطبية العسكرية وأمروا بالعلاج منه قبل خدمتهم العسكرية. ولكن حاول الباحثون ردع هؤلاء عن تلقي العلاج، إفي ذلك الوقت نُقل عن أحد ممثلي الخدمات الصحية العامة قوله «حتى الآن، نبقي المصابين بالزهري بعيداً عن تلقي العلاج». وعلى الرغم من ذلك، فحص الكثير من المشاركين مرة أخرى عام 1963، وتلقوا العلاج بالزرنيخ أو البنسلين من مراكز صحية أخرى.  
بحلول 1947، أصبح البنسلين علاجًا معياريًا للزهري. رعت الحكومة الأمريكية عدة برامج للصحة العامة لتشكيل «مراكز العلاج السريع» للقضاء على المرض. عندما جاءت الحملات للقضاء على مرض الزهري إلى مقاطعة ماكون، منع الباحثون المرضى من المشاركة. 
بحلول نهاية الدراسة عام 1972، لم يكن هناك سوى 74 مشارك على قيد الحياة.     

## إنهاء الدراسة

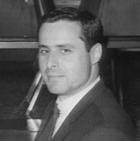
بيتر بوكستون، محقق خدمة الصحة العامة في قسم الأمراض التناسلية. (المبلغ عن الدراسة)

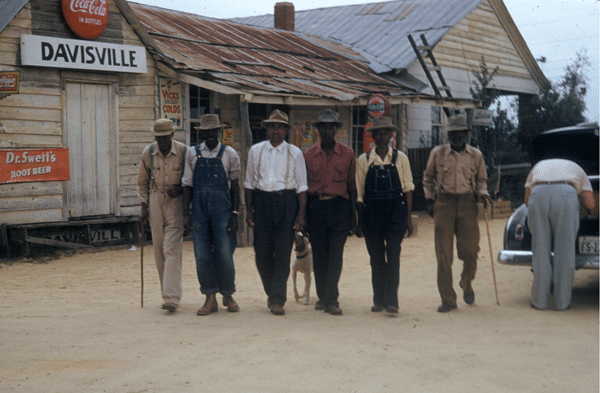
مجموعة من المشاركين في التجربة

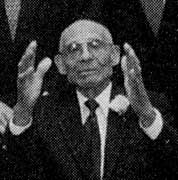
شارلي بولارد، ناجٍ

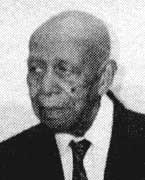
هيرمان شاو، ناج

إروين سكاتز، كان من أوائل المعارضين لدراسة توسكيجي، وهو طبيب شاب تخرج منذ أربع سنوات من كلية الطب آنذاك. ففي عام 1965، قرأ سكاتز مقالًا حول الدراسة في مجلة علمية طبية، ومن ثم كتب رسالة مباشرةً لواضعي الدراسة متهماً إياهم بممارسات غير أخلاقية ووقحة. رسالته وقعت في يد د. أني يوبس (أحد معدي الدراسة) والذي قرأها وتجاهلها مباشرةً، ورفعها بعيدًا مع مذكرة صغيرة عليها بأنه لن يتم إرسال أي رد.  
وفي عام 1966، أرسلبيتر بوكستون، وهو محقق في الأمراض التناسلية من خدمة الصحة العامة في سان فرانسيسكو، رسالةً إلى مدير قسم الأمراض التناسلية معبّرًا فيها عن قلقه حول أخلاقيّة دراسة توسكيجي المستمرة. لكنمركز مكافحة الأمراض واتقائها، والذي أصبح مسؤولاً عن الدراسة بحلول ذلك الوقت، أكد الحاجة لإكمال الدراسة حتى نهايتها; أي، حتى يكون كل المشاركين قد ماتوا وتم تشريح جثثهم. ولدعم موقفه، حصل المركز على الدعم المطلق لإكمال الدراسة من الجمعية الطبية الوطنية ‏ (والتي تمثل الأطباء السود - أو من أصل أفريقي) والجمعية الأميريكية الطبية. 
كذلك، في عام 1968، أنشأ ويليام جينكينز الرسالة الإخبارية (الطبل)، ويليام كان إحصائي أسود في خدمة الصحة العامة - وهيجزء من وزارة الصحة، التعليم، والرعاية. وكانت رسالته (الطبل) موجهة لإنهاء التمييز العنصري في الوزارة والتي كان ينضوي تحتها مركز التحكم بالأمراض. ونادى جينكينز في رسالته لإنهاء دراسة توسكيجي، لكنه لم ينجح، ولا يعرف من قام بقراءة رسالته.  
ذهب بوكستون أخيرًا للصحافة في أوائل السبعينات. اندلع خبر الدراسة أولًا في جريدة واشنطون ستار يوم 25 يوليو عام 1972. ومن ثم أصبحت على غلاف الصفحة الأولىلنيويورك تايمز في اليوم التالي. على إثر ذلك دعى عضو مجلس الشيوخ إدوارد كينيدي لجلسة استماع في الكونغرس، حيث قدم بوكستون والوزارة شهادتهم رسميّاً. اضطر مركز التحكم بالأمراض وخدمة الصحة العامة، على إثر الاحتجاجات العامة، أن يضعوا فريقًا استشياريًا مخصصاً لمراجعة الدراسة، والذي قرر أن الدراسة كانت غير مبررة طبيّا وطلب عليه إنهاء الدراسة.  
مثلت الجمعية الوطنية لحقوق الملونين (تعني ألوان الأعراق المختلفة - وهي جمعية أسست لحقوق الأميريكين السود)، نيابةً عن المشاركين بالدراسة وأحفادهم ورفعت دعوى قضائية مطالبةً بحقوقهم. وكجزء من التسوية لذلك، قامت الحكومة الأميريكية بدفع مبلغ 9 ملايين دولار (غير معدلة للتضخم) ووافقت لتقديم خدمة طبية مجانية للمشاركين الناجين وللعائلات الناجية المصابة كنتيجة لدراسة توسكيجي.  
جمعت مجموعة من المواد المخصصة للتحقيق حول الدراسة وحُفظت في المكتبة الوطنية للطب في بيثسيدا بولاية ماريلاند. 

## تبعات الدراسة
في عام 1974، أصدر الكونغرس القانون القومي للبحوث ‏ وتم تشكيل لجنة لدراسة وكتابة اللوائح التي تنظم الدراسات التي تتضمن مشاركة البشر. وفي وزارة الصحة والخدمات البشرية، تم تأسيس مكتب الحماية البحوث البشرية (OHRP) للإشراف على التجارب السريرية. تتطلب الدراسات الآن الموافقة المستنيرة والإخبار بالتشخيص وإعداد تقارير دقيقة بنتائج التحاليل المخبرية. كما تم إنشاء مجالس مراجعة للبحوث (IRB) تتضمن أعضاء من المهن الصحية وغير الصحية تعنى بمراجعة بروتوكولات دراسة وحماية مصالح المرضى، لضمان أن المشاركين على موافقة مستنيرة. 
في عام 1994، عقدت ندوة متعددة التخصصات على دراسة توسكيجي في جامعة فيرجينيا. وعقب ذلك، شكلت الأطراف المهتمة بالمرض لجنة لتطوير الأفكار الناشئة في الندوة، وأصدرت تقريرها النهائي في شهر مايو من عام 1996. طالبت اللجنة باعتذار الرئيس الأمريكي آنذاك بيل كلينتون علنًا عن المخالفات الحكومية، كما طالبت اللجنة الجهات الحكومية بوضع إستراتيجية لمعالجة الأضرار الناجمة عن تلك الدراسة. 
وبعد مرور عام في مايو 1997، قدم الرئيس الأمريكي اعتذارًا رسميًا، وعقد حفلًا في البيت الأبيض على شرف ضحايا الدراسة حضره 5 ناجين من الدراسة. صرح الرئيس في خطاب قائلًا:
«لا يمكن التراجع عما حدث، ولكن يمكننا أن نكسر حاجز الصمت، ويمكننا أن نتوقف عن تجاهل المشكلة. ويمكنني أن أتحدث نيابة عن الشعب الأمريكي وأقول أن ما نجم عن الحكومة الأمريكية أمر مخزي، وأعتذر لمواطنيننا الأمريكيين السود. حكومتنا الفدرالية دبرت دراسة بشكل عنصري واضح.»
نتج عن الاعتذار الرئاسي تحقيق أحد أهداف لجنة دراسة توسكيجي، وساهمت الحكومة الفدرالية بإنشاء المركز الوطني لأخلاقيات علم الأحياء في البحوث والرعاية الصحية في توسكيجي، الذي افتتح رسميًا عام 1999 لاستكشاف القضايا الكامنة وراء الأبحاث الطبية والرعاية الصحية للأمريكيين السود والأقليات الأخرى.  وفي عام 2009، افتتح متحف تكريمي لضحايا الدراسة.

## التضمينات الأخلاقية

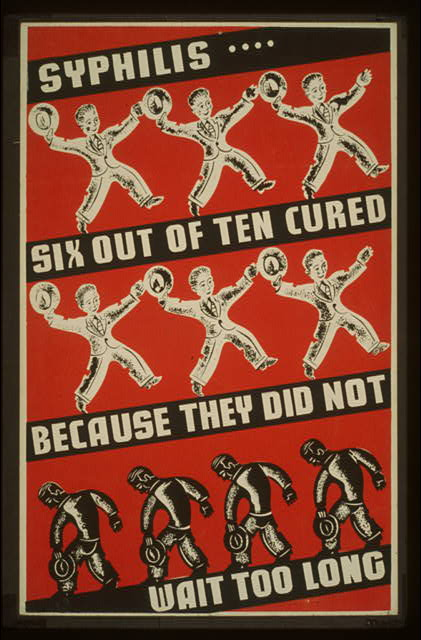
عصر الكساد الأمريكي. ملصق يدعو للحصول على علاج مبكر للزهري. على الرغم من أن العلاج كان متوفّرًا، إلا أن المشاركين في الدراسة لم يحصلوا عليه

أبرزت تجربة توسكيجي قضايا عرقية وعلمية، وأدت إلى إنشاءلجنة وطنية لحماية الإنسان في التجارب البشرية في الولايات المتحدة وسن قوانين قومية لأخلاقيات البحوث الحيوية والطبية، وتطلب هذا الأمر إنشاء مجالس مراجعة (IRB) في المؤسسات التي تحصل على الدعم الحكومي لتمويل الأبحاث الطبية.  
يقول الكاتب جيمس جونز أن الأطباء كانوا يركزون على القضايا الجنسية للأمريكيين السود، مبررين أنهم يمارسون العلاقات الجنسية مع المصابين بالزهري وهم على علم تام بإصابتهم، مما أدى إلى إلقائهم باللوم المسؤولية على الأشخاص المصابين. وانتقد أحد الباحثين كيفية إجراء الدراسة وتغير أهدافها. وقال أنه دافع الأطباء في الدراسة هو «الاستغلال الاقتصادي للبشر كمورد طبيعي لهذا المرض الذي لا يمكن زراعته ولا اصابته الحيوانات من أجل إدامة التفوق الأمريكي في مجال التكنولوجيا الحيوية»  
ويقول معلقون أن دراسة توسكيجي كانت تقدمية بإدراجها للأقليات في الأبحاث المدعومة من قبل الحكومة الفدرالية.  
ونظرًا لنقص الوعي لدى المشاركين، تم التلاعب بهم واستمرار الدراسة دون معرفة كاملة من دورها أو اختياراتهم. مما دعى إلى سن قوانين الموافقة المستنيرة في أواخر القرن العشرين.